# 针钠钙石
针钠钙石（英語：Pectolite）
是一種白色至灰色的礦物，NaCa2Si3O8(OH)，氫氧化鈣链硅酸盐矿物 。 屬三斜晶系，通常呈輻射狀或纖維狀結晶。 莫氏硬度為4.5至5，比重為2.7至2.9。 寶石品種為海纹石 （larimar）呈淡至天藍色。

### 產狀

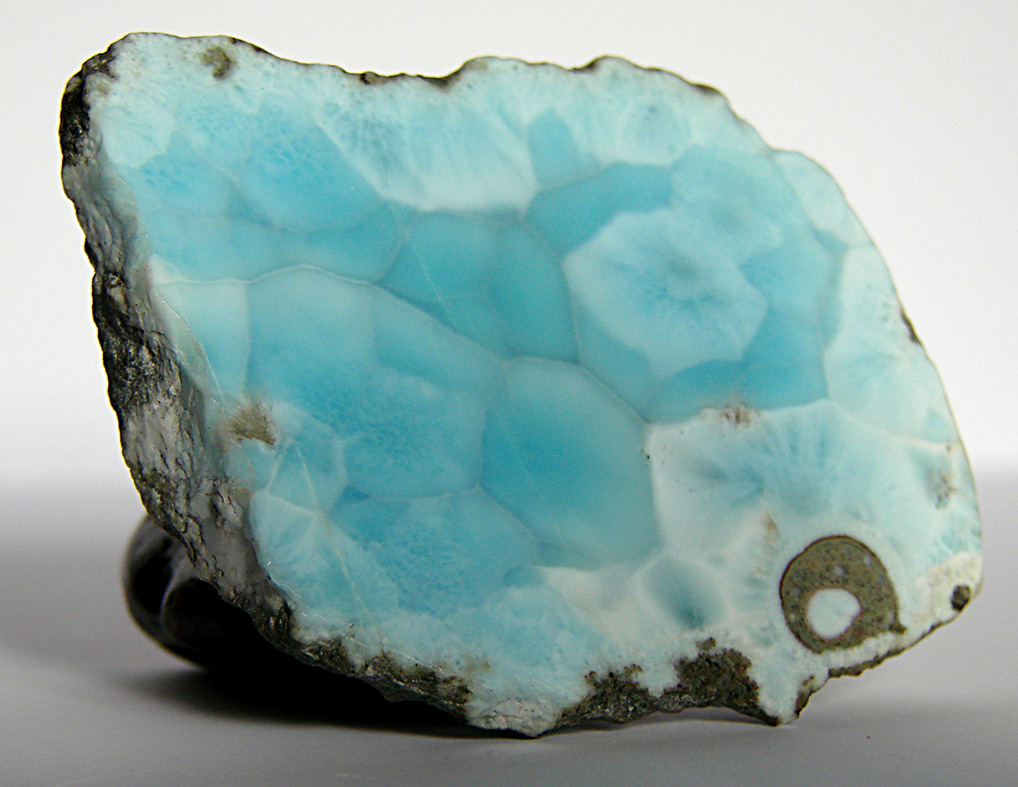
海纹石(Larimar

它於 1828 年在意大利特倫托省的巴爾多山首次被發現，並以希臘語 “壓實”和“石頭”命名 .
针钠钙石分佈很廣，為霞石正長岩中主要礦物、也是在玄武岩和輝綠岩的洞內被熱液沉積的一種礦物。與沸石、硅硼钙石(datolite)、葡萄石、[[方解石和蛇紋石伴生。 